# 마키노역 (오사카부)
마키노역(일본어: 牧野駅)은 일본 오사카부 히라카타시에 위치한 게이한 전기철도 게이한 본선의 역이다. 역 번호는 KH23이다.

## 역 구조
상대식 승강장 2면 2선의 지평역이다. 정확히는 승강장의 교토 방향은 이삭 계류를 걸친 철교와 제방상 중앙부는 지상, 오사카 쪽의 가장자리는 과선교 위에 위치하고 있다.
개찰구 및 대합실은 지하에 있는 자동 매표기 3대(그 중 1대는 IC카드 대응), 자동 개찰기 7대(그 중 4대는 IC카드 대응)와 승차 요금 징수기(그 중 1대는 IC카드 대응)이 설치되어 있다.
2012년 기준으로, 역 서쪽 및 동쪽 출입구에도 엘리베이터가 설치되어 총 4기(두 플랫폼 ~ 개찰구와 대합실 ~ 지상)의 엘리베이터가 설치되어 있다.
역 동쪽 출입구에는 미쓰비시도쿄UFJ은행과 히라카타 신용 금고의 ATM이 설치되어 있다.

### 승강장
| 번호 | 노선          | 방향 | 행선                                               |
| ---- | ------------- | ---- | -------------------------------------------------- |
| 1    | ■ 게이한 본선 | 상행 | 주쇼지마・산조・데마치야나기 방면                  |
| 2    | ■ 게이한 본선 | 하행 | 히라카타시・교바시・요도야바시・나카노시마 선 방면 |

## 이용 현황
| 연도별 1일 평균 하차 승차 인원 | 연도별 1일 평균 하차 승차 인원 | 연도별 1일 평균 하차 승차 인원 | 연도별 1일 평균 하차 승차 인원 |
| 연도                           | 특정일                         | 특정일                         | 특정일                         |
| 연도                           | 조사일                         | 하차 인원                      | 승차 인원                      |
| ------------------------------ | ------------------------------ | ------------------------------ | ------------------------------ |
| 1990년                         | 11/6                           | 32,706                         | 16,710                         |
| 1991년                         | -                              | -                              | -                              |
| 1992년                         | 11/10                          | 36,863                         | 18,945                         |
| 1993년                         | -                              | -                              | -                              |
| 1994년                         | -                              | -                              | -                              |
| 1995년                         | 11/21                          | 34,245                         | 17,763                         |
| 1996년                         | -                              | -                              | -                              |
| 1997년                         | -                              | -                              | -                              |
| 1998년                         | 11/10                          | 33,641                         | 17,460                         |
| 1999년                         | -                              | -                              | -                              |
| 2000년                         | 11/7                           | 33,995                         | 17,424                         |
| 2001년                         | -                              | -                              | -                              |
| 2002년                         | 12/10                          | 26,831                         | 13,681                         |
| 2003년                         | 10/28                          | 26,467                         | 13,428                         |
| 2004년                         | 11/9                           | 25,957                         | 13,181                         |
| 2005년                         | 11/8                           | 26,091                         | 13,212                         |
| 2006년                         | 11/7                           | 25,206                         | 12,846                         |
| 2007년                         | 11/13                          | 24,899                         | 12,689                         |
| 2008년                         | 11/11                          | 25,148                         | 12,749                         |
| 2009년                         | 11/10                          | 23,128                         | 11,837                         |
| 2010년                         | 11/9                           | 23,099                         | 11,736                         |
| 2011년                         | 11/1                           | 22,978                         | 11,614                         |
| 2012년                         | 10/31                          | 22,837                         | 11,540                         |
| 2013년                         | 11/12                          | 22,918                         | 11,590                         |
| 2014년                         | 11/11                          | 23,411                         | 11,854                         |
| 2015년                         | 11/10                          | 23,256                         | 11,699                         |

## 역 주변
주택가와 여러 대학이 이웃에 있는 분쿄 지구이기도 하다. 이는 게이한 전철의 이용객을 늘리기 위해서 1928년 6월 30일 오사카 고등 의학 전문학교(현, 간사이 의과 대학), 오사카 치과 의학 전문학교(현, 오사카 치과 대학)에 토지를 무상 제공하고 이전을 유치한 것에 기인한다.
히라카타 시가 2006년에 역 앞 광장 및 시가지 재개발 사업의 도시 계획을 결정하고 2009년부터 본격적인 공사에 착수했다. 2012년 3월에 완공하고 동쪽 출입구에 버스 승강장을 갖춘 로터리가 설치되었다.
- 마키노 공원
- 마키노 유치원
- 긴키 우정 레크리에이션 센터
- 오사카 치과 대학 마키노 학사
- 간사이 의과 대학
- 간사이 전력 마키노 변전소
- 게이한 전기철도 마키노 변전소
- 마키노 파크 골프장
- 마키노 스포츠 클럽
- 히라카타 기타 우체국
- 히라카타 마키노 역전 우체국
- 마키노 평생 학습 시민 센터(구, 마키노 공민관)
- 히라카타 시립 마키노 도서관
- 히라카타 시립 중앙 도서관
- 가타노 신사
- 라이프 마키노점
- 톱 월드 마키노점
- 사카이마이케 공원
- 나기사 물 미래 센터(하수 처리장)

## 인접역
| 게이한 전기철도 ■ 게이한 본선 | 게이한 전기철도 ■ 게이한 본선                              | 게이한 전기철도 ■ 게이한 본선 |
| ----------------------------- | ---------------------------------------------------------- | ----------------------------- |
| KH22 고텐야마 요도야바시 방면 | ■ 통근 준특급 (평일 하행 운전) ■ 준특급 ■ 구간 급행 ■ 보통 | 구즈하 KH24 데마치야나기 방면 |